# بونگاری

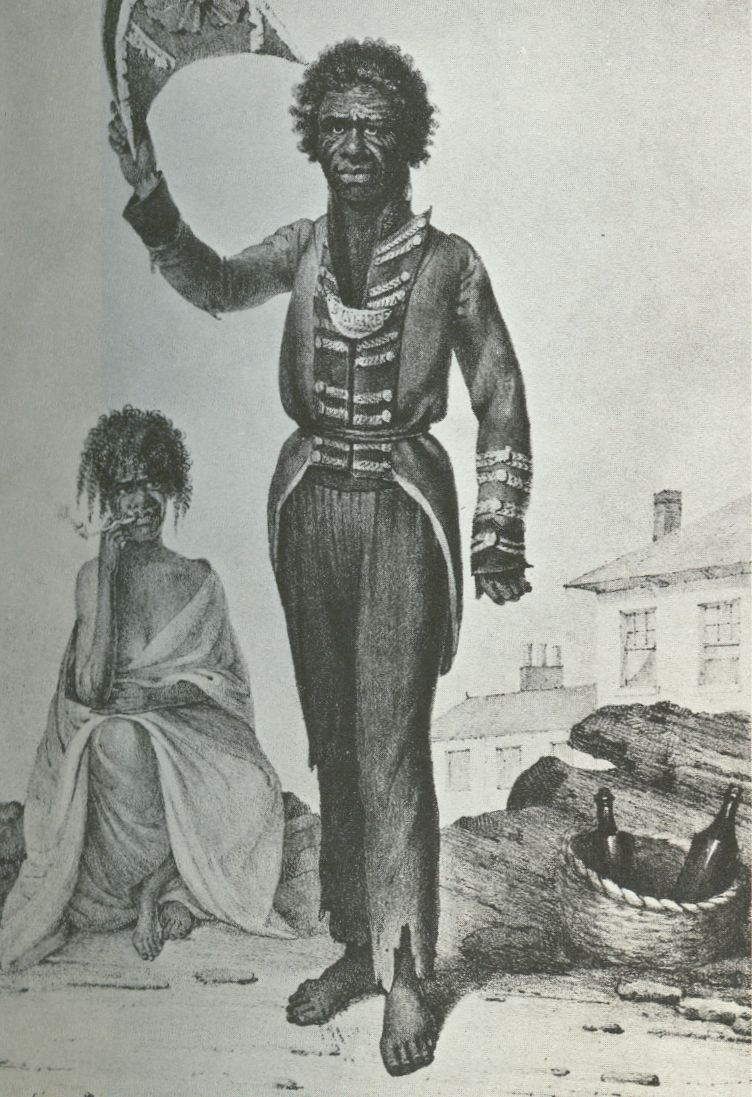
بونگاری اثر «آگوستوس ارل» (۱۸۲۶ میلادی)

بونگاری (Bungaree) یا (Boongaree) (حدود ۱۷۷۵–۲۴ نوامبر ۱۸۳۰ میلادی)، استرالیایی بومی از مردم گورینگای در خلیج بروکن در شمال سیدنی و به عنوان یک کاوشگر، سرگرم‌کننده و رهبر اجتماع بومیان شناخته شده بود. او همچنین از این جهت مورد توجه است که اولین فرد متولد استرالیا بود که در خاطرات متیو فلیندرز، به عنوان یک استرالیایی مدبر ثبت شد و اولین فرد متولد استرالیا بود که قاره را دور زد.

## زندگی‌نامه
زمانی که بونگاری در دهه ۱۷۹۰ به شهرک در حال رشد سیدنی نقل مکان کرد، بونگاری خود را به عنوان یک شخصیت شناخته شده تثبیت کرد، به عنوان فردی که می‌توانست میان مردم خود و تازه‌واردها، رفت‌وآمد کند. او در سفری به جزیره نورفولک در سال ۱۷۹۸ به خدمه HMS ریلاینس پیوست و طی آن متیو فلیندرز را تحت تأثیر قرار داد. در سال ۱۷۹۸، او فلیندرز (و برادرش، ساموئل وارد فلیندرز، یک ناوآموز از رلیانس) را در یک بررسی ساحلی به عنوان مترجم، راهنما و مذاکره کننده با گروه‌های بومی محلی در نورفولک همراهی کرد. با عدم وجود زبان مشترک، مردم بومی خیلی جدی به دنبال بونگاری بودند تا به جای فلیندرز با او صحبت کنند. مهارت‌های میانجی‌گری او توسط اروپایی‌هایی که کشتی را با آنها شریک بود، بسیار مورد تقدیر قرارگرفت. در سال ۱۷۹۹، برای رسیدن به توافق با مردم محلی در یک موقعیت خاص، بونگاری به آنها یک تیر و یک کمان به عنوان هدیه داد و به آنها نشان داد که چگونه از آن استفاده کنند. برونون داگلاس از آن به عنوان یک «کنش متقابل فرهنگی، دلالت بر یک رابطه متقابل و نه سلسله مراتبی دارد و مفهوم واقعی «میان فرهنگی» را به عنوان تماس میان «فرهنگ‌های متضاد و همگن» به چالش می‌کشد» یاد می‌کند و می‌افزاید «مردم خلیج مورتون احتمالاً بونگاری را به عنوان رهبر گروه اعزامی و مردان سفیدپوست را به عنوان پیروان او شناختند».
او توسط فلیندرز در دور زدن استرالیا میان سال‌های ۱۸۰۱ و ۱۸۰۳ در کشتی اینوستیگیتور استخدام شد. فلیندرز، نقشه‌بردار اولین نقشه کامل استرالیا بود که شکاف‌های اکتشافات نقشه‌برداری قبلی را پر می‌کرد و برجسته‌ترین مدافع نام‌گذاری این قاره به نام «استرالیا» بود. فلیندرز خاطرنشان کرد که بونگاری «یک همکار شایسته و شجاع» است که در موارد متعددی گروه اعزامی را نجات داد. بونگاری تنها بومی استرالیایی در کشتی بود و نقش دیپلماتیک حیاتی را در مسیر و در اطراف ساحل ایفا کرد و در جاهایی بر موانع زبانی غیرقابل چشم‌پوشی، غلبه کرد. به گفته مورخ کیت وینسنت، بونگاری این نقش را به‌عنوان واسطه انتخاب می‌کرد و اغلب می‌توانست با درآوردن لباس‌هایش و صحبت با مردم بومی‌هایی را که می‌خواستند به ملوان‌ها حمله کنند را آرام کند، با وجود اینکه در قلمرویی ناشناخته بود. فلیندرز بعداً در خاطرات خود از بونگاری به عنوان شخصی با «خلق خوب و رفتار باز و مردانه» و حتی مهربانی او با گربه کشتی به نام تریم، نوشت.
در سال ۱۸۱۵، فرماندار لاچلان مکواری به بونگاری لقب «رئیس قبیله خلیج بروکن» را داد و ۱۵ جریب (۶۱۰۰۰ متر مربع) زمین در جورج هد و همچنین یک زره سینه که روی آن نوشته شده بود «بونگاری - رئیس قبیله خلیج بروکن – ۱۸۱۵» به او هدیه داد. بونگاری همچنین با لقب‌های «پادشاه بندر جکسون» و «پادشاه سیاهان» با همسر اصلی خود کورا گوزبری که به عنوان ملکه از او یاد می‌شد، شناخته شده‌است.
در سال ۱۸۱۷ بونگاری سفرهای اکتشافی را با کاپیتان فیلیپ پارکر کینگ به شمال غربی استرالیا در مرمید همراهی خود را ادامه داد. از جمله او توصیه‌هایی در مورد اینکه کدام گیاهان برای خوردن بی‌خطر هستند را برای گروه داشته‌است.
کاپیتان فادی بلینگشاسن به بازدید بونگاری از کشتی اکتشافی روسی وستک در ۱۸۲۰ اشاره کرده‌است.
بونگاری بقیه عمر خود را با استقبال تشریفاتی از بازدیدکنندگان استرالیا، آموزش مردم در مورد فرهنگ بومی (به ویژه پرتاب بومرنگ) و درخواست ادای احترام به ویژه از کشتی‌هایی که از سیدنی بازدید می‌کردند، گذراند. او همچنین در جامعه خود تأثیرگذار بود و در مراسم‌ها شرکت می‌کرد، تجارت ماهی می‌کرد و به حفظ صلح کمک می‌کرد.
در سال ۱۸۲۸، او و قبیله‌اش به حوزه فرمانداری نقل مکان کردند و جیره‌هایی به آنها داده شد که از بونگاری در آن زمان به عنوان «در آخرین مراحل ناتوانی انسانی» توصیف شده‌است. او در ۲۴ نوامبر ۱۸۳۰ در جزیره گاردن درگذشت و در خلیج رز به خاک سپرده شد. در روزنامه‌های سیدنی گزت و استرالیا آگهی‌های فوت او منتشر شد.
تا پایان عمر او در مستعمره سیدنی به تصویری آشنا تبدیل شده بود و لباس‌های متعدد نظامی و دریایی که به او داده شده بود را به تن می‌کرد. لباس‌های متمایز و انگشت‌نمای او در جامعه استعماری همچنین استعداد او برای طنز و تقلید به‌ویژه برداشت‌هایش از فرمانداران گذشته و حال، او را با هجده پرتره و نیم‌دوجین ظاهر اتفاقی در مناظر وسیع‌تر به موضوعی محبوب برای نقاشان پرتره تبدیل کرد. او یکی از اولین پرتره‌های تمام قد رنگ روغن بود که در مستعمره نقاشی شد و اولین پرتره‌ای بود که به صورت سنگ نگاره منتشر شد.

## میراث
- جزیره بونگاری، واقع در سواحل کیمبرلی در غرب استرالیا در سال ۱۸۲۰ توسط کاپیتان کینگ به نام او نام‌گذاری شد.
- حومه بونگاری کوئینزلند، به نام او نام‌گذاری شده‌است.[۱۹]
- اچ‌ام‌ای اس بونگاری که در ابتدا در داندی به عنوان یک کشتی باری در سال ۱۹۳۷ برای شرکت کشتی بخار آدلاید ساخته شد، اما در ژوئن ۱۹۴۱ توسط نیروی دریایی سلطنتی استرالیا به مین‌ریز در جزیره گاردن، سیدنی تبدیل شد، پس از او به نام او نام‌گذاری شد.[۲۰]
- در سال ۲۰۱۷، یک کشتی از کشتی‌های کلاس زمرد سیدنی، بونگاری نام گرفت.[۲۱]
- یک مدرسه ابتدایی در اواخر دهه ۱۹۶۰ در حومه راکینگهام، استرالیای غربی، بونگاری نام گرفت.

با این حال نقش مهم بونگاری در اکتشاف استرالیا به نظر می‌رسد، تقریباً فراموش شده‌است. مجسمه‌هایی برای فلیندرز و گربه تریم وجود دارد، اما تا ژانویه ۲۰۱۹، حتی یک مجسمه برای بونگاری که دستاوردهای او را به رسمیت بشناسد، وجود ندارد.

## ارجاعات
1. ↑  Barani (2013). Significant Aboriginal People in Sydney بایگانی‌شده  در ۱۷ اکتبر ۲۰۱۴ توسط Wayback Machine. Sydney City Council
2. ↑  "Bungaree, late chief of the Broken Bay tribe, Sydney, 1836". National Portrait Gallery collection (به انگلیسی). Archived from the original on 22 December 2017. Retrieved 22 December 2017.
3. ↑  Indigenous intermediaries: new perspectives on exploration archives. Konishi, Shino, Nugent, Maria, Shellam, Tiffany. Acton, A.C.T.: ANU Press. 2015. p. 88. ISBN 978-1-925022-77-3. OCLC 917505639.{{cite book}}:  نگهداری CS1: سایر موارد (link)
4. ↑  "Bungaree: an Indigenous perspective". www.abc.net.au (به انگلیسی). 3 September 2012. Archived from the original on 27 May 2017. Retrieved 7 September 2017.
5. ↑  Steele, Jeremy M. (December 2005). The aboriginal language of Sydney (PDF) (M.A. thesis). Macquarie University. Archived (PDF) from the original on 4 March 2016. Retrieved 27 January 2019.
6. 1 2  "Bungaree: Indigenous man who helped Flinders explore Australia". BBC News. 25 January 2019. Archived from the original on 25 January 2019. Retrieved 27 January 2019.
7. 1 2  Douglas, Bronwen (2014). Science, Voyages, and Encounters in Oceania, 1511–1850. Palgrave Macmillan. pp. 118–131. ISBN 978-1-137-30588-6.
8. ↑  Matthew Flinders, A Voyage to Terra Australis, 1814.
9. ↑  "Sydney, Sitting Magistrate—W. Broughton, Esq". Sydney Gazette and New South Wales Advertiser. 1815-02-04. p. 1. Retrieved 2020-01-21.
10. ↑  Attenbrow, Val (1 January 2010). Sydney's Aboriginal past: investigating the archaeological and historical records. UNSW Press. p. 61. ISBN 978-1-74223-116-7. OCLC 659579866.
11. ↑  Hansen, David (April 2007). "2007 Calibre Prize (commended): 'Death Dance' by David Hansen". www.australianbookreview.com.au (به انگلیسی). Archived from the original on 15 February 2019. Retrieved 15 February 2019.
12. ↑  Keith Vincent Smith (2011). "Bungaree". Dictionary of Sydney. Dictionary of Sydney Trust. Archived from the original on 27 March 2012. Retrieved 5 December 2011.
13. 1 2  Pollon, pp. 225–226.
14. ↑  "Domestic Intelligence". Monitor. Sydney. 1826-10-20. p. 2. Retrieved 2020-01-21.
15. ↑  "Death of King Boongarie". The Sydney Gazette and New South Wales Advertiser. NSW: National Library of Australia. 27 November 1830. p. 2. Retrieved 5 November 2015.
16. ↑  Smith, pp. 144–145.
17. ↑  McCarthy, F.D. [1966] (2006). "Bungaree ( – 1830)" بایگانی‌شده  در ۲۵ مه ۲۰۱۱ توسط Wayback Machine, Australian Dictionary of Biography. Australian National University. ISSN 1833-7538.
18. ↑  Attenbrow, Val (1 January 2010). Sydney's Aboriginal past: investigating the archaeological and historical records. UNSW Press. p. 111. ISBN 978-1-74223-116-7. OCLC 659579866.
19. ↑  Smith, p.32.
20. ↑  "Navy Ships,Boats & Craft:HMAS Bungaree", Royal Australian Navy, archived from the original on 1 February 2019, retrieved 2 February 2019
21. ↑  O'Sullivan, Matt (2 October 2017). "New ferries to cater for population boom along Parramatta River". Sydney Morning Herald. Archived from the original on 7 October 2017. Retrieved 7 October 2017.